# Sundøybroen
66°1′16.93″N 12°56′0.49″Ø / 66.0213694°N 12.9334694°Ø
Sundøybroen er en frit frembyg-bro i Leirfjord kommune i Nordland fylke i Norge. Broen forbinder området Sundøya på øen Alsten med fastlandet. Broen har en lengde på 538 meter og et hovedspænd på 298 meter. Gennemsejlingshøjden er 43,5 meter. Broen blev åbnet for trafik den 9. august 2003 og er en del af fylkesvej 220.

## Historie
Sundøybroen blev bygget af entreprenørene NCC og Reinertsen Anlegg i et arbejdsfællesskab. Projektleder for projektet var Kurt E. D. Johnsen, Reinertsen Anlegg. Byggeleder for Statens vegvesen, Nordland var Hallgeir Skog. Broen kostede 176 millioner kroner.
Beslutningen om at bruge så mange penge på en broforbindelse til et sted med færre end 150 indbyggere, skete ikke uden diskussion. Men Sundøya fik ikke fastlandsforbindelse sammen med resten af Alsten da Helgelandsbroen blev åbnet i 1991, da fjeldene på Alsten gør at vejene på øen ikke er knyttet sammen. Derfor mente befolkningen på Sundøya det var ret og rimeligt, at de også fik sin fastlandsforbindelse.

## Byggemateriale
Der blev ved bygningen af Sundøybroen brugt beton af typen C65 og LC60. Der er ved projektet pumpet letbeton i en afstand på over 120 meter.
Der blev importeret tilslag for letbeton fra Stalite i USA. Sundøybroen blev i august 2003 åbnet af daværende samfærdselsminister Torild Skogsholm. Der blev på Sundøya holdt en stor fest for den lokale befolkning som var vældig glad for efter en lang kamp å få sin bro færdig.